# UK Open 2015
De UK Open 2015, ook bekend onder de naam Coral UK Open vanwege de sponsor Coral, was de dertiende editie van de UK Open. Spelers konden zich kwalificeren door middel van de verschillende kwalificatie heats die werden gehouden in Groot-Brittannië. Het toernooi werd gehouden van 6-8 maart 2015 in Minehead, Butlins Resort. Het toernooi heeft "De FA Cup van het darts" als bijnaam, vanwege de willekeurige loting die na elke ronde plaatsvindt tot de finale.
Adrian Lewis, titelverdediger, werd in de derde ronde uitgeschakeld door Raymond van Barneveld. Michael van Gerwen wist dit toernooi voor de eerste keer te winnen door Peter Wright in de finale te verslaan.

## Prijzengeld
Voor de dertiende editie van de UK Open bedraagt het totale prijzengeld £300.000,-.
| Plaats        | Prijzengeld (Totaal: £300.000) |
| ------------- | ------------------------------ |
| Winnaar       | £60.000                        |
| Runner-up     | £30.000                        |
| Halvefinalist | £17.000                        |
| Kwartfinalist | £10.000                        |
| Laatste 16    | £5.000                         |
| Laatste 32    | £3.000                         |
| Laatste 64    | £1.500                         |
| Laatste 96    | £0                             |
| Laatste 128   | £0                             |
| Voorronde     | £0                             |

## Qualifiers

### UK Open kwalificatie
Er waren zes kwalificatie toernooien die werd gehouden in februari 2015 om de UK Open Order of Merit ranking te bepalen. De winnaars van deze toernooien waren:
| No. | Date                 | Venue                           | Winner             | Score | Runner-up             | Bron  |
| --- | -------------------- | ------------------------------- | ------------------ | ----- | --------------------- | ----- |
| 1   | Vrijdag 6 februari   | Robin Park Tennis Centre, Wigan | Adrian Lewis       | 6–1   | Michael van Gerwen    | [ 1 ] |
| 2   | Zaterdag 7 februari  | Robin Park Tennis Centre, Wigan | Michael van Gerwen | 6–1   | Vincent van der Voort | [ 2 ] |
| 3   | Zondag 8 februari    | Robin Park Tennis Centre, Wigan | Michael van Gerwen | 6–1   | James Wade            | [ 3 ] |
| 4   | Vrijdag 20 februari  | Robin Park Tennis Centre, Wigan | Michael van Gerwen | 6–5   | Jelle Klaasen         | [ 4 ] |
| 5   | Zaterdag 21 februari | Robin Park Tennis Centre, Wigan | Michael Smith      | 6–5   | Adrian Lewis          | [ 5 ] |
| 6   | Zondag 22 februari   | Robin Park Tennis Centre, Wigan | Phil Taylor        | 6–2   | Ian White             | [ 6 ] |

### UK Open Order of Merit 1-32
De nummers 1 t/m 32 van de UK Open Order of Merit hoeven pas bij de laatste 64 in te stromen.
| 1. Michael van Gerwen 2. Adrian Lewis 3. Michael Smith 4. Phil Taylor 5. Vincent van der Voort 6. James Wade 7. Jelle Klaasen 8. Ian White | 1. Mark Webster 2. Kim Huybrechts 3. Andrew Gilding 4. Brendan Dolan 5. Dave Chisnall 6. Raymond van Barneveld 7. Robert Thornton 8. Justin Pipe | 1. Peter Wright 2. Mensur Suljović 3. Jamie Caven 4. Paul Nicholson 5. Alan Norris 6. Eddie Dootson 7. Mervyn King 8. Daryl Gurney | 1. Brian Woods 2. Terry Jenkins 3. Andy Hamilton 4. John Henderson 5. Steve Beaton 6. Simon Whitlock 7. Gary Anderson 8. Max Hopp |

### UK Open Order of Merit 33-64
De nummers 33 t/m 64 van de UK Open Order of Merit moeten bij de laatste 96 in te stromen.
| 1. Ricky Evans 2. James Wilson 3. Joe Murnan 4. Kyle Anderson 5. Andy Smith 6. Matthew Edgar 7. Jeffrey de Zwaan 8. Kevin Painter | 1. Stephen Bunting 2. Andy Boulton 3. Dean Winstanley 4. Joe Cullen 5. Ronny Huybrechts 6. William O'Connor 7. Chris Dobey 8. Christian Kist | 1. Kevin McDine 2. Wayne Jones 3. Nathan Aspinall 4. Jan Dekker 5. Nathan Derry 6. Ronnie Baxter 7. Mark Frost 8. Ryan Harrington | 1. Dennis Smith 2. Benito van de Pas 3. Darren Webster 4. Terry Temple 5. Andy Jenkins 6. Dean Stewart 7. Jamie Bain 8. Aaron Turner |

### UK Open Order of Merit 65-96
De nummers 65 t/m 96 van de UK Open Order of Merit moeten bij de laatste 128 of in de voorronde in te stromen. Ook de spelers die evenveel ponden hebben verdiend als de nummer 96, zijn geplaatst voor de UK Open.
| 1. Stuart Kellett 2. Dirk van Duijvenbode 3. Jonny Clayton 4. Steve Hine 5. Alan Tabern 6. John Bowles 7. Darren Johnson 8. Jay Foreman 9. Johnny Haines 10. Shaun Griffiths 11. Mark Jones 12. Josh Payne 13. Wes Newton | 1. Brett Claydon 2. Keegan Brown 3. Adam Hunt 4. Mike de Decker 5. David Pallett 6. Joey ten Berge 7. Devon Petersen 8. Lee Evans 9. Colin Fowler 10. Mike Zuydwijk 11. James Richardson 12. Mark Cox 13. John Part | 1. Matt Clark 2. Ricky Sudale 3. Nick Fullwell 4. Jon Jukes 5. Luke Woodhouse 6. Steve Douglas 7. Jason Wilson 8. Robbie Green 9. Ben Ward 10. Alex Roy 11. Jason Lovett 12. Mick Todd 13. Steve West | 1. Matt Padget 2. Mark Dudbridge 3. Ian Moss 4. Jermaine Wattimena 5. Dave Ladley 6. Martyn Turner 7. Jamie Robinson 8. Mark Robinson 9. Mark Barilli 10. Connie Finnan 11. Gerwyn Price 12. Scott Dale |

### Riley kwalificatie
32 amateurs hebben zich gekwalificeerd via de Riley kwalificatie's die werden gehouden in de UK. Deze qualifiers moeten bij de laatste 128 of in de voorronde instromen.
| - Tommy Sanwell - Dean Sanders - Peter Hudson - Stuart White - Bradley Williams - Dave Parletti - Paul Dawkins - Chris Packer | - Kevin Edwards - John Ferrell - Rob Smith - Kevin Smith - Rory Duffy - Lloyd Pennel - Adi Acott - Jason Mold | - Dave Prins - Matthew Tedstone - Mick Brookes - James McEwan - Lee Russell - Lionel Sams - Graham Hall - Derek Brand | - Mark Layton - Gary O'Donnell - Stephen Hardy - Arron Fairweather - Nigel Daniels - Paul Hogan - Adam Huckvale - Simon Stevenson |

## Loting

### Vrijdag 6 maart

#### Voorrondes (best of 9 legs)
| Speler        | Uitslag | Speler           |  | Speler         | Uitslag | Speler           |
| ------------- | ------- | ---------------- |  | -------------- | ------- | ---------------- |
| Chris Packer  | 5–1     | Jamie Robinson   |  | Connie Finnan  | 5–4     | James McEwan     |
| Mark Layton   | 5–2     | Tommy Sanwell    |  | Stuart White   | 5–4     | Matthew Tedstone |
| Dave Ladley   | 5–1     | Kevin Edwards    |  | Rory Duffy     | 2–5     | Adam Huckvale    |
| Stephen Hardy | 5–3     | Dean Sanders     |  | Robbie Green   | 5–1     | Graham Hill      |
| Ian Moss      | 5–1     | Adi Acott        |  | Matt Padgett   | 5–2     | Gerwyn Price     |
| Dave Parletti | 5–2     | Bradley Williams |  | Scott Dale     | 4–5     | Nigel Daniels    |
| Paul Hogan    | 5–1     | Lee Russell      |  | Ben Ward       | 5–2     | Jason Lovett     |
| Mick Todd     | 5–1     | Kevin Smith      |  | Mark Dudbridge | 5–1     | Lloyd Pennel     |
| John Ferrell  | 5–3     | Paul Dawkins     |  | Steve Douglas  | 5–3     | Mark Robinson    |
| Dave Prins    | 5–2     | Simon Stevenson  |  |                |         |                  |

#### Eerste ronde (best of 9 legs)
| Speler          | Uitslag | Speler             |  | Speler               | Uitslag | Speler         |
| --------------- | ------- | ------------------ |  | -------------------- | ------- | -------------- |
| Connie Finnan   | 3–5     | Ian Moss           |  | Luke Woodhouse       | 3–5     | Dave Prins     |
| Dave Parletti   | 1–5     | Arron Fairweather  |  | John Bowles          | 2–5     | Steve Douglas  |
| Mike de Decker  | 5–1     | Stephen Hardy      |  | Darren Johnson       | 5–0     | Ricky Sudale   |
| Keegan Brown    | 5–3     | Mick Brookes       |  | Brett Claydon        | 1–5     | Joey ten Berge |
| Matt Padgett    | 5–3     | Stuart White       |  | Mick Todd            | 0–5     | Nigel Daniels  |
| Jamie Robinson  | 4–5     | Jason Mold         |  | Wes Newton           | 5–2     | Martyn Turner  |
| Gary O'Donnell  | 2–5     | Adam Huckvale      |  | Steve Hine           | 2–5     | Mark Barilli   |
| Devon Petersen  | 5–1     | Matt Clark         |  | Alan Tabern          | 5–4     | Adam Hunt      |
| Stuart Kellett  | 5–0     | Robbie Green       |  | David Pallett        | 5–2     | Mark Dudbridge |
| Mark Cox        | 5–1     | Ben Ward           |  | Dirk van Duijvenbode | 3–5     | Mark Layton    |
| Mike Zuydwijk   | 5–2     | John Part          |  | Mark Jones           | 3–5     | Jason Wilson   |
| Lee Evans       | 5–2     | Nick Fullwell      |  | Colin Fowler         | 5–0     | Steve West     |
| Shaun Griffiths | 2–5     | Jon Jukes          |  | Jay Foreman          | 5–1     | Dave Ladley    |
| Johnny Haines   | 4–5     | James Richardson   |  | Alex Roy             | 1–5     | John Ferrell   |
| Josh Payne      | 5–3     | Lionel Sams        |  | Paul Hogan           | 5–3     | Derek Brand    |
| Jonny Clayton   | 1–5     | Jermaine Wattimena |  | Peter Hudson         | 4–5     | Rob Smith      |

#### Tweede ronde (best of 9 legs)
| Speler           | Uitslag | Speler             |  | Speler         | Uitslag | Speler            |
| ---------------- | ------- | ------------------ |  | -------------- | ------- | ----------------- |
| Christian Kist   | 5–3     | Ian Moss           |  | James Wilson   | 5–0     | Mark Frost        |
| Chris Dobey      | 1–5     | Nathan Aspinal     |  | Andy Boulton   | 4–5     | Steve Douglas     |
| Jan Dekker       | 5–3     | Mike de Decker     |  | Darren Johnson | 3–5     | Paul Hogan        |
| Dean Winstanley  | 3–5     | William O'Connor   |  | Wayne Jones    | 2–5     | Joey ten Berge    |
| Ryan Harrington  | 5–0     | Matt Padgett       |  | Andy Jenkins   | 5–0     | Nigel Daniels     |
| Matthew Edgar    | 4–5     | Jason Mold         |  | Wes Newton     | 5–3     | Jon Jukes         |
| Stephen Bunting  | 5–2     | Adam Huckvale      |  | Dennis Smith   | 1–5     | Mark Barilli      |
| Kevin Painter    | 5–2     | Jamie Bain         |  | Nathan Derry   | 5–4     | Alan Tabern       |
| Joe Murnan       | 5–1     | Stuart Kellett     |  | Andy Smith     | 4–5     | David Pallett     |
| Devon Petersen   | 5–4     | Mark Cox           |  | Ricky Evans    | 5–3     | Mark Layton       |
| Mike Zuydwijk    | 3–5     | Keegan Brown       |  | Ronnie Baxter  | 5–2     | Arron Fairweather |
| Ronny Huybrechts | 3–5     | Lee Evans          |  | Colin Fowler   | 5–3     | Jason Wilson      |
| Jeffrey de Zwaan | 2–5     | Benito van de Pas  |  | Aaron Turner   | 5–4     | Jay Foreman       |
| Dean Stewart     | 1–5     | James Richardson   |  | Darren Webster | 2–5     | John Ferrell      |
| Josh Payne       | 5–4     | Dave Prins         |  | Kyle Anderson  | 5–4     | Terry Temple      |
| Kevin McDine     | 5–4     | Jermaine Wattimena |  | Joe Cullen     | 5–1     | Rob Smith         |

#### Derde ronde (best of 17 legs)
| Speler                | Uitslag | Speler                |  | Speler          | Uitslag | Speler           |
| --------------------- | ------- | --------------------- |  | --------------- | ------- | ---------------- |
| Adrian Lewis          | 3–9     | Raymond van Barneveld |  | Peter Wright    | 9–5     | Steve Beaton     |
| Benito van de Pas     | 5–9     | Paul Hogan            |  | John Henderson  | 9–7     | Steve Douglas    |
| Mensur Suljović       | 9–1     | Joey ten Berge        |  | Andrew Gilding  | 9–0     | Kevin Painter    |
| Eddie Dootson         | 9–6     | Joe Cullen            |  | Devon Petersen  | 9–8     | Mark Barilli     |
| Phil Taylor           | 9–2     | John Ferrell          |  | Robert Thornton | 9–5     | Simon Whitlock   |
| David Pallett         | 9–4     | Colin Fowler          |  | Nathan Aspinall | 9–4     | James Richardson |
| Ricky Evans           | 4–9     | James Wilson          |  | Brian Woods     | 2–9     | Ronnie Baxter    |
| Justin Pipe           | 5–9     | Jan Dekker            |  | Wes Newton      | 9–0     | Jason Mold       |
| Mervyn King           | 9–8     | Gary Anderson         |  | Michael Smith   | 8–9     | Stephen Bunting  |
| Vincent van der Voort | 9–4     | Lee Evans             |  | Nathan Derry    | 9–2     | Keegan Brown     |
| Andy Jenkins          | 6–9     | Josh Payne            |  | Andy Hamilton   | 9–8     | Aaron Turner     |
| Mark Webster          | 5–9     | William O'Connor      |  | Dave Chisnall   | 9–6     | Ryan Harrington  |
| Michael van Gerwen    | 9–3     | Paul Nicholson        |  | Kim Huybrechts  | 9–7     | Max Hopp         |
| Jelle Klaasen         | 9–4     | Brendan Dolan         |  | James Wade      | 9–3     | Joe Murnan       |
| Alan Norris           | 6–9     | Kyle Anderson         |  | Jamie Caven     | 9–3     | Terry Jenkins    |
| Ian White             | 9–8     | Christian Kist        |  | Daryl Gurney    | 9–1     | Kevin McDine     |

### Zaterdag 7 maart

#### Vierde ronde (best of 17 legs)
| Speler                | Uitslag | Speler           |  | Speler                | Uitslag | Speler          |
| --------------------- | ------- | ---------------- |  | --------------------- | ------- | --------------- |
| Jamie Caven           | 6–9     | Devon Petersen   |  | Robert Thornton       | 8–9     | Eddie Dootson   |
| Raymond van Barneveld | 1–9     | Peter Wright     |  | James Wilson          | 7–9     | Kyle Anderson   |
| Mensur Suljović       | 9–4     | Josh Payne       |  | Jan Dekker            | 9–4     | Ronnie Baxter   |
| Ian White             | 6–9     | William O'Connor |  | Vincent van der Voort | 9–4     | Wes Newton      |
| Phil Taylor           | 9–3     | David Pallett    |  | James Wade            | 9–4     | Nathan Aspinall |
| Dave Chisnall         | 6–9     | Stephen Bunting  |  | Mervyn King           | 9–8     | Nathan Derry    |
| Michael van Gerwen    | 9–4     | Paul Hogan       |  | Jelle Klaasen         | 5–9     | Andrew Gilding  |
| Kim Huybrechts        | 9–8     | Andy Hamilton    |  | Daryl Gurney          | 8–9     | John Henderson  |

#### Vijfde ronde (best of 17 legs)
| Speler             | Score | Speler                |
| ------------------ | ----- | --------------------- |
| Mervyn King        | 9–8   | Kyle Anderson         |
| Michael van Gerwen | 9–2   | Kim Huybrechts        |
| Eddie Dootson      | 3–9   | Devon Petersen        |
| Phil Taylor        | 9–3   | Vincent van der Voort |
| Mensur Suljović    | 9–7   | Jan Dekker            |
| Stephen Bunting    | 9–6   | William O'Connor      |
| Peter Wright       | 9–2   | John Henderson        |
| James Wade         | 6–9   | Andrew Gilding        |

### Zondag 8 maart

#### Kwartfinale (best of 19 legs)
| Speler                      | Score | Speler                  |
| --------------------------- | ----- | ----------------------- |
| Mervyn King (94,53)         | 6–10  | Stephen Bunting (93,22) |
| Michael van Gerwen (106,65) | 10–5  | Devon Petersen (98,14)  |
| Andrew Gilding (99,44)      | 10–8  | Mensur Suljović (94,87) |
| Phil Taylor (108,57)        | 6–10  | Peter Wright (102,99)   |

#### Halve finale en finale
|  | Halve finale (best of 19 legs) | Halve finale (best of 19 legs) |  |                      | Finale (best of 21 legs)   | Finale (best of 21 legs) |
|  |                                |                                |  |                      |                            |                          |
|  |                                |                                |  |                      |                            |                          |
|  | Michael van Gerwen (105,56)    | 10                             |  |                      |                            |                          |
|  | Andrew Gilding (108,37)        | 8                              |  |                      |                            |                          |
|  |                                |                                |  |                      | Michael van Gerwen (98,43) | 11                       |
|  |                                |                                |  | Peter Wright (99,33) | 5                          |                          |
|  | Peter Wright (105,10)          | 10                             |  |                      |                            |                          |
|  | Stephen Bunting (82,39)        | 0                              |  |                      |                            |                          |

2003 · 2004 · 2005 · 2006 · 2007 · 2008 · 2009 · 2010 · 2011 · 2012 · 2013 · 2014 · 2015 · 2016 · 2017 · 2018 · 2019 · 2020 · 2021 · 2022 · 2023 · 2024 · 2025